# Songjiang

Songjiang

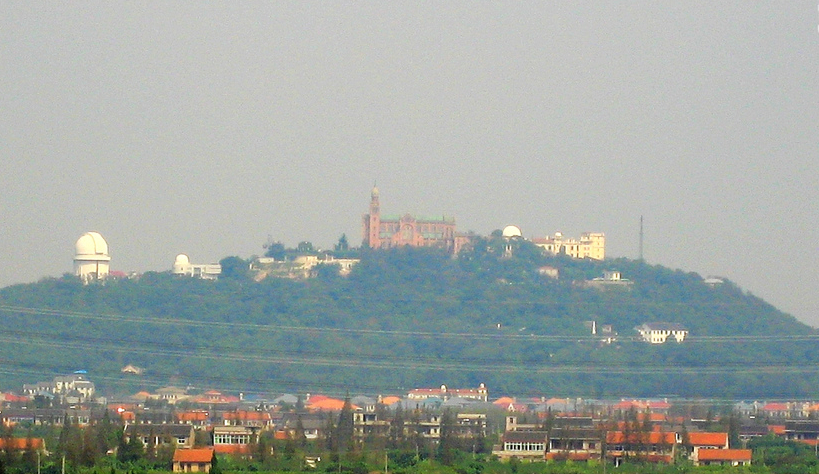
Sheshan-Hügel mit Observatorium und Sheshan-Basilika, gelegen im Stadtbezirk Songjiang

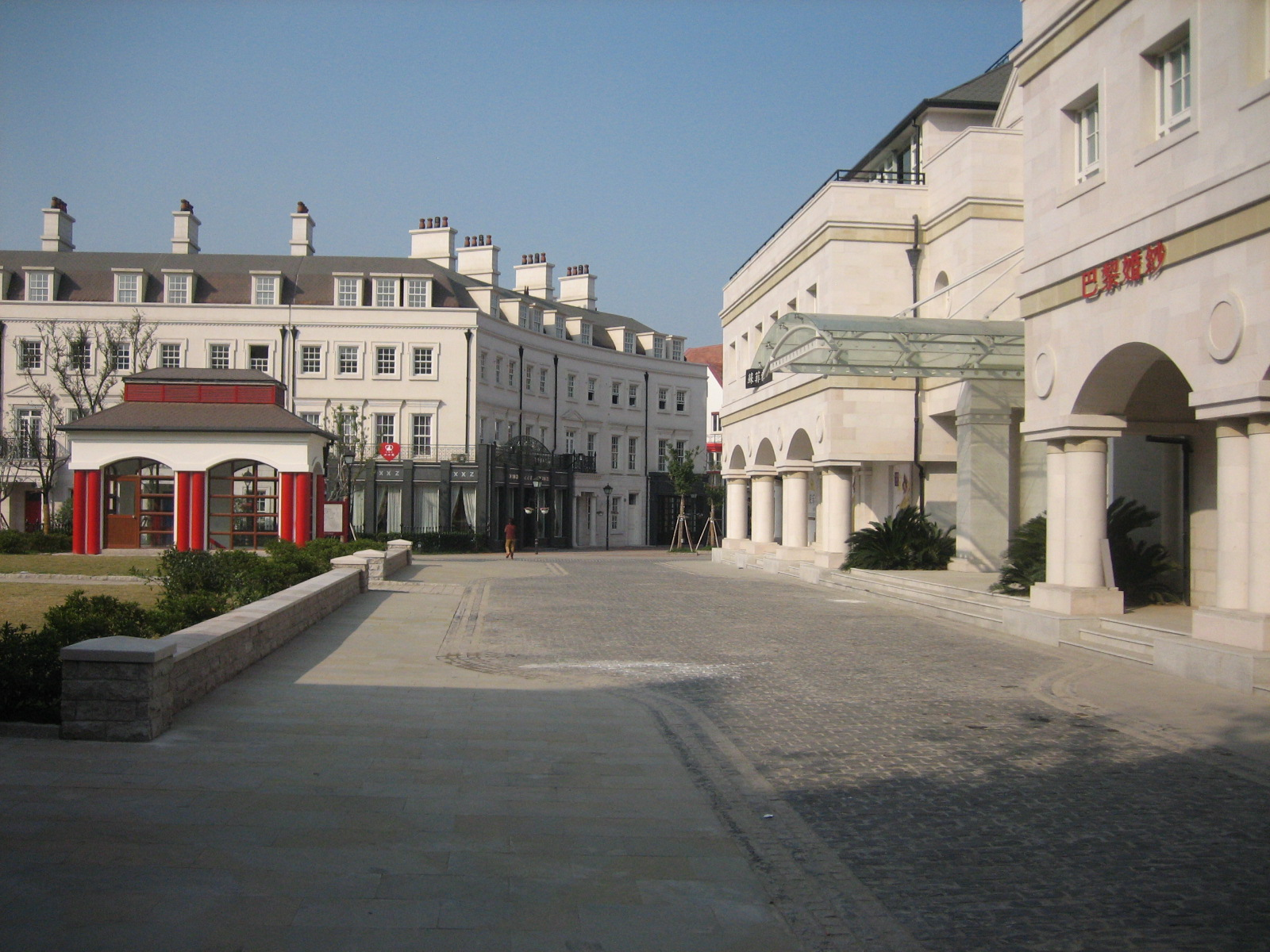
„Thames Town“ in Songjiang

Songjiang (chinesisch 松江区, Pinyin Sōngjiāng Qū) ist ein chinesischer Stadtbezirk in der regierungsunmittelbaren Stadt Shanghai. Die Fläche beträgt 604,71 Quadratkilometer und die Einwohnerzahl 1.909.713 (Stand: Zensus 2020). Die Bevölkerungsdichte beträgt 3.158 Einwohner pro Quadratkilometer. Ende 2017 hatte Songjiang 1.751.300 Einwohner, davon 691.800 Personen mit festem Wohnsitz in Songjiang, der Rest Wanderarbeiter, Studenten etc.
Songjiang ist ein noch teilweise ländlicher Stadtbezirk im Südwesten Shanghais, der vom Huangpu-Fluss durchflossen wird und durch den die Eisenbahnlinie nach Hangzhou führt. Außerdem befinden sich dort zahlreiche Gewerbegebiete mit Schwerpunkt Textilindustrie und Hochtechnologie.
1997 ist Songjiang von einem Kreis in den heutigen Stadtbezirk umgewandelt worden.

## Bauwerke und Sehenswürdigkeiten
Seit 2001 werden viele Universitäten aus dem Zentrum Shanghais teilweise nach Songjiang verlegt. Derzeit (2019) befinden sich in der „Hochschulstadt Songjiang“ (松江大学城 Sōngjiāng Dàxuéchéng) im Straßenviertel Guangfulin auf 533 ha Institute folgender Universitäten, mit insgesamt rund 100.000 Studierenden und Dozenten:
- Fremdsprachenuniversität Shanghai
- Universität für internationalen Handel und Wirtschaftswissenschaften
- Lixin-Universität für Buchhaltung und Finanzwesen
- Ostchina-Universität
- Universität für Ingenieurwissenschaften Shanghai
- Ostchinesische Universität für Politikwissenschaft und Recht
- Institut für Visuelle Künste (ursprünglich eine Außenstelle der Fudan-Universität, seit 18. April 2013 eine eigenständige Einrichtung)[5]

Zur Expo 2010 wurde hier, im Süden der Großgemeinde Sheshan, der Botanische Garten Chenshan eröffnet.
2018 wurde das Hotel Intercontinental Shanghai Wonderland eröffnet. Es ist der weltweit erste Erdkratzer, ein in den Boden hinunter gebautes Hochhaus. Das Gebäude wurde in einem stillgelegten Steinbruch errichtet, es hat 18 Stockwerke, von denen nur die beiden obersten über die Erdoberfläche ragen. Die restlichen Stockwerke liegen 88 Meter in die Tiefe, die zwei untersten sogar unter Wasser. Die Bauzeit dauerte nach etwa 7 Jahren Planung von 2013 bis Ende 2018, Architekt ist der Brite Martin Jochmann.

## Administrative Gliederung
Auf Gemeindeebene setzt sich Songjiang heute (2019) aus sechs Straßenvierteln und elf Großgemeinden zusammen. Diese sind:
| Straßenviertel Guangfulin (广富林街道); Straßenviertel Fangsong (方松街道), Regierungssitz des Stadtbezirks; Straßenviertel Jiuliting (九里亭街道); Straßenviertel Yongfeng (永丰街道); Straßenviertel Yueyang (岳阳街道); Straßenviertel Zhongshan (中山街道); Großgemeinde Chedun (车墩镇); Großgemeinde Dongjing (洞泾镇); Großgemeinde Jiuting (九亭镇); | Großgemeinde Maogang (泖港镇); Großgemeinde Sheshan (佘山镇); Großgemeinde Shihudang (石湖荡镇); Großgemeinde Sijing (泗泾镇); Großgemeinde Xiaokunshan (小昆山镇); Großgemeinde Xinbang (新浜镇); Großgemeinde Xinqiao (新桥镇); Großgemeinde Yexie (叶榭镇). |